# Paraphytomyza
Genre
Paraphytomyza est un genre de diptères de la famille des Agromyzidae.

## Lien
- http://www.tandfonline.com/doi/abs/10.1080/00222938700770331